# 澁澤龍彦
澁澤 龍彥（しぶさわ たつひこ、1928年〈昭和3年〉5月8日 - 1987年〈昭和62年〉8月5日）は、日本の小説家、翻訳家、フランス文学者、評論家。
本名は龍雄（）。別名のペンネームに澁川龍兒、蘭京太郎、Tasso S.などがある。晩年の号に呑珠庵、無聲道人がある。

## 経歴

### 誕生
東京市芝区車町（現：東京都港区高輪）に澁澤武・節子の子として生まれ、埼玉県川越市、東京市滝野川区中里（現：東京都北区中里）に育つ。父の武（1895年 - 1954年）は銀行員。母の節子（1906年 - 没年不詳）は実業家で政治家の磯部保次長女。澁澤栄一は龍彥の高祖父・三代目宗助（徳厚）の甥にあたる。龍彥の幼少時、澁澤栄一はまだ存命で、同じ滝野川の飛鳥山に住んでおり、赤子の龍彥は栄一翁に抱かれて小便を洩らしたことがあると伝えられている。なお澁澤家は、指揮者尾高尚忠や競馬評論家大川慶次郎とも親類に当たる。

### 学生時代
旧制の東京府立第五中学校（現：東京都立小石川中等教育学校）から、1945年、敗戦の直前に旧制浦和高校理乙（理系ドイツ語クラス）に進む。理系に進んだのは、当時の軍国主義的風潮の中で飛行機の設計者に憧れたためだが、徴兵逃れの意図もあった。中学から高校時代には勤労学徒として動員され、板橋の凸版印刷と鋳物工場、八丁堀の製本屋、赤羽の東京陸軍兵器補給廠、大宮の工機部（蒸気機関車の修理工場）で働く。大宮の工機部では艦載機の機銃掃射を体験する。ドイツ語が不得手だったためもあり、敗戦に伴って文甲（文系英語クラス）に転じる。旧制浦和高校の文丙（文系フランス語クラス）は戦時中に廃止されていたが、澁澤の一級下から復活したため、一級下の講義に潜り込み、平岡昇からフランス語の手ほどきを受けた。このころの友人に出口裕弘や野沢協がいる。またアテネ・フランセに通ってフランス語を習得。みるみる上級クラスに上がっていったという。このころ、神田の古書店街でダダイスムやシュルレアリスム関係の仏語の原書を渉猟し、アンドレ・ブルトンやジャン・コクトーに熱中した。

### 浪人時代
本来、旧制高校卒業生は無試験で帝国大学に進める立場だったが、新しい学制が施行されたためにその特権的立場を喪失し、このため澁澤は東大仏文受験に失敗して、いわゆる白線浪人となった。浪人中のアルバイトで「モダン日本」誌（新太陽社）の編集に携わり、吉行淳之介の知遇を得た。久生十蘭の原稿を取りに行った事もある。このころ、小説の習作を吉行に読んでもらったことがあるが、それは吉行によるとサディズムの傾向があらわれた作品だったとのことである。

### 東京大学
1950年、2年の浪人生活を経て東京大学文学部に入学。この時のことを、1974年2月時の「週刊朝日」取材では「入学試験なんてインチキなものだと信用していなかったが、やはり三度目に入ったときはうれしかった」と答えている。若干の社会人経験を積んだためもあり、澁澤当人は自筆年譜の中で「周囲の学生が秀才馬鹿に見え、研究室の雰囲気にも馴染めなかった」と語ったが、当時の友人の証言によると、澁澤はこのころ研究室には頻繁に出入りしていたともいう。1953年仏文科を卒業。卒論は『サドの現代性』。サドをテーマにした論文は自分が最初で最後かもしれないと語っている。澁澤の執筆当時はサドは文学者としての評価は芳しくないばかりか俗悪的なポルノ作家との認識が少なくなく、仏文学者もサド研究に好意的ではなかった。そんな状況での澁澤の論考は、当然のようにアカデミズムから疎外される。澁澤は卒論を提出した後に、大学から取り戻したという。このころ、新聞社や出版社の就職試験に失敗している。

### 文学の道へ
その後、東京大学修士課程に進んだが肺結核を病み就職への道が絶たれる。1954年、白水社から最初の訳書『大跨びらき』（ジャン・コクトー）を上梓、初めて筆名「澁澤龍彥」を用いた。訳業自体は、すでに大学入学前、浪人時代に着手していたものである。
加えて同時期に父・武が急死したため経済的に逼迫し、岩波書店で社外校正のアルバイトを始めると共に、のちの妻矢川澄子と知り合った。また1955年には友人の出口裕弘や野沢協、小笠原豊樹たちと同人誌「ジャンル」を結成、『撲滅の賦』『エピクロスの肋骨』などの小説作品がある。公式には、この『撲滅の賦』が小説家としての澁澤の処女作だったとされている。他の初期作品に鉢の木会での文芸季刊誌『聲』（大判で発行元は丸善）初出の『犬狼都市』ほかがある。
このころ三浦市の市長選に絡んで個人的に日本共産党候補を応援し、対立候補を批判する詩を書いてビラ撒きを手伝ったが、やがて一切の政治的発言を自らに禁ずるようになった。

### サド裁判
1961年、わいせつ文書販売および同所持の容疑で、石井恭二（現代思潮社社長）と共に在宅起訴され、以後9年間に亘りいわゆる「悪徳の栄え事件」の被告人となった。第1回公判は8月10日。埴谷雄高・遠藤周作・白井健三郎が特別弁護人、大岡昇平・吉本隆明・大江健三郎・奥野健男・栗田勇・森本和夫などが弁護側証人となった。澁澤はこの裁判について「勝敗は問題にせず、一つのお祭り騒ぎとして、なるべくおもしろくやる」との方針を立てていたため最初から真剣に争う気がなく、「寝坊した」と称して裁判に遅刻したことまであったため、弁護側から怒りを買うことがあった。1962年10月26日に東京地裁で無罪判決が出たが検事控訴で、1963年11月21日に東京高裁で有罪判決、最高裁まで争った末に1969年に澁澤側の有罪が確定し、7万円の罰金刑を受けた。このとき澁澤はマスコミ取材に対し「たった7万円、人を馬鹿にしてますよ。3年くらいは（懲役刑を）食うと思っていたんだ」「7万円くらいだったら、何回だってまた出しますよ」と語った。

### 海外旅行
1970年9月に、初めての欧州旅行に出たのをきっかけに、1970年代から1980年代にかけ、龍子夫人を伴い、4度欧州旅行をした。なお初の海外旅行の際羽田空港に、三島由紀夫が見送りに来たのが最後の面会となった。
また作家嵐山光三郎は、平凡社の編集者時代に澁澤と中近東旅行に同伴している。また国内旅行の記録も図版での小著『澁澤龍彥の古寺巡礼』（平凡社 コロナ・ブックス）など、複数で紹介されている。

### 死去

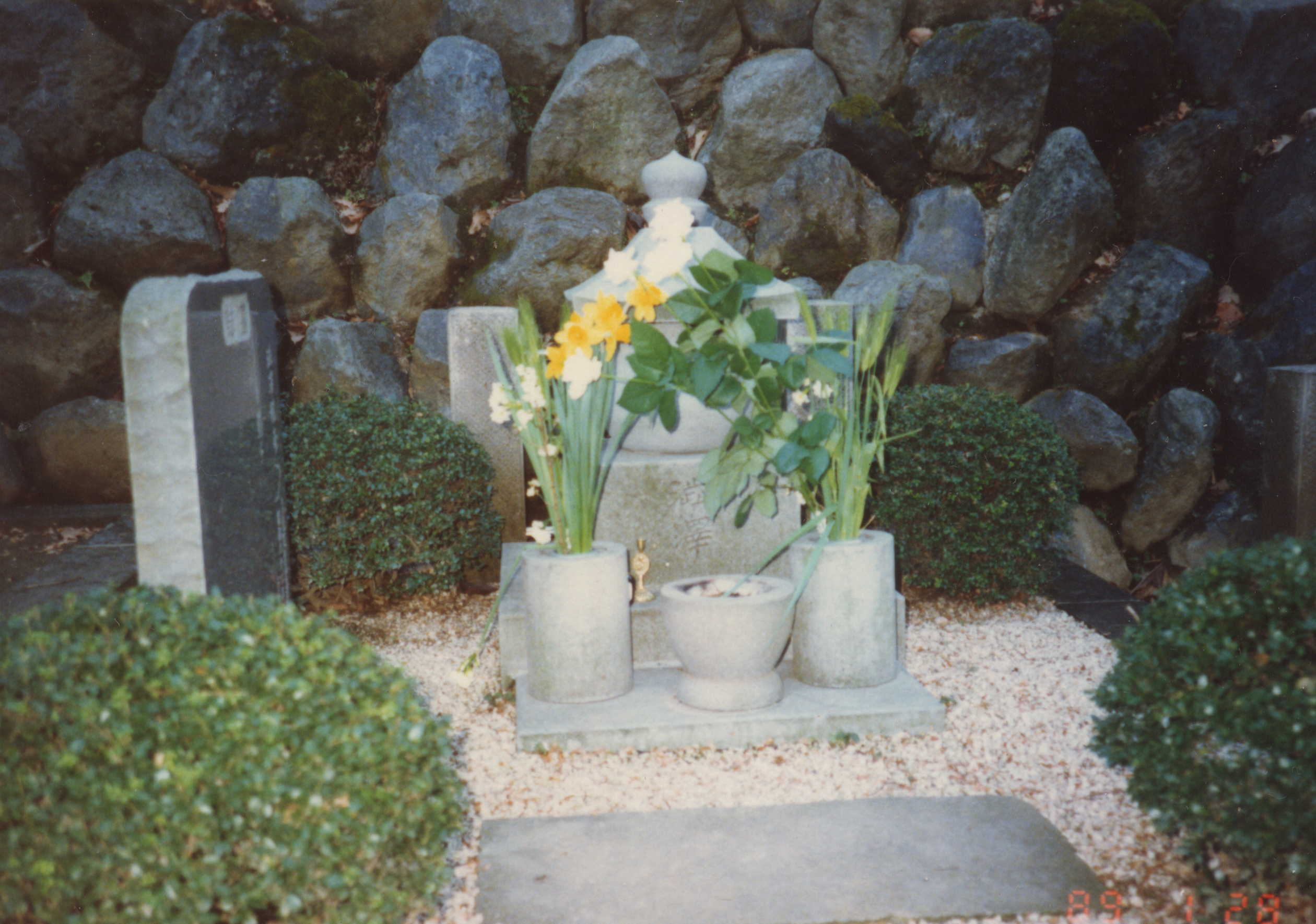
澁澤龍彥の墓 北鎌倉浄智寺

1983年頃、自宅の門前にファンが勝手に置き去りにした牝の兎を飼い始める。名前は「ウチャ」。澁澤は幼い頃から喉が弱く、知人の間では特徴的なかすれ声で知られていたが、近所の医師の誤診から下咽頭癌の発見が遅れたため、1986年に声帯を切除し、声を失った。このあと、真珠を呑んで声を失ったという見立てにもとづき、またスペインの伝説上の放蕩児ドン・ファンDon Juanのフランス語発音「ドン・ジュアン」にちなみ、「呑珠庵」と号する。
入院生活の最中も『高丘親王航海記』を書き継ぎ脱稿、次作『玉蟲物語』を構想していたが、1987年8月5日、東京都港区の東京慈恵会医科大学附属病院の病床で読書中に頚動脈瘤の破裂により死去、59歳没。戒名は、文光院彩雲道龍居士。

## 解釈・評価
- マルキ・ド・サドを日本に紹介した人物とされているが、実際には澁澤以前にサドの翻訳、式場隆三郎による評伝の翻訳、紹介があった。澁澤は1959年に現代思潮社から、サドの『悪徳の栄え（続）』を翻訳出版したが、1960年4月に、同書が性表現を理由に発禁処分を受けた。その際、三島由紀夫から、同年5月16日付の葉書で「今度の事件の結果、もし貴下が前科者におなりになれば、小生は前科者の友人を持つわけで、これ以上の光栄はありません」と激励の言葉を贈られた。
- 中沢新一は、サドをずっと澁澤訳で読んでいたが、ある時、訳文が為永春水のような人情本の文体に似ていることに気が付き、「なんかこれは違うんじゃないか」と思った。実際、その後フランス語を読めるようになり原文にあたると、ものすごいドライな文体であったため自分の勘は正しかったと思った。[4]
- 人間精神や文明の暗黒面に光を当てたエッセイが世間に与えた影響は大きい。小説家としても独自の世界を開く。下記の著作でエロティシズムを追究し、沼正三のSM小説『家畜人ヤプー』を絶賛した事でも知られている。
- 「エロティシズム」「幻想文学」関連の編著も多く出した。
- 責任編集を務めた雑誌として以下がある。澁澤龍彥編 『血と薔薇 エロティシズムと残酷の綜合研究誌』（全3号、復原版/白順社、2003年）
  - 2005年に河出文庫 全3冊、なお第4号まで発行されたがこの号は平岡正明が編集した。
- 難解だといわれるジョルジュ・バタイユ『エロティシズム』の邦訳の中でも、訳文の正確さは別として、澁澤訳は読みやすいとの定評がある[要出典][誰によって?]（『バタイユ著作集 7』二見書房、のち河出書房新社『翻訳全集 13』に収録）。

### 人となり
- 三島由紀夫とは長く深い親交があった。三島戯曲の代表作『サド侯爵夫人』は、自身の跋文（あとがき、序文は澁澤が担当）にあるように、澁澤の『サド侯爵の生涯』を受け書き上げた[注 5]。また三島自決[注 6]の直後の追悼文は、さすがに昂揚している。澁澤について、三島は「珍書奇書に埋もれた書斎で、殺人を論じ、頽廃美術を論じ、その博識には手がつけられないが、友情に厚いことでも、愛妻家であることでも有名。この人がゐなかつたら、日本はどんなに淋しい国になるだらう」[5]と述べている。
- 20代の終盤に三島由紀夫の紹介で、土方巽と出会いその舞踏表現に強い衝撃を受けたと言う。土方の舞台公演には必ず駆けつけるなど長きに渡る親交が続き、1986年に土方が急逝した際には葬儀委員長を務めた[注 7]。
- 1965年に雑誌『新婦人』にハンス・ベルメールの球体関節人形の紹介を書いた。有名な人形作家四谷シモンはこの記事を読んで衝撃を受け、球体関節人形を作りはじめた。つまり澁澤は現代の日本における球体関節人形の隆盛のきっかけの一つを作ったと言える。
- 教員としての経験は、短期間美学校で教えた以外は一切なかったが、澁澤自身に就職の意志がなかったわけではなく、東洋大学で講師を募集していることを知るや、親友出口裕弘に「もし君が東洋大学を振るなら、僕に行かせてくれよ」と大学への口利きを依頼したことがある[6]。
- 上述のとおり自由奔放な言動で知られるが、近い人間からは「（特にフランス関連で）わからないことがあったら澁澤に聞け」と言われるほど信頼され、深夜に問い合わせの電話がかかってきても親切に応対していたという[7]。一方、森茉莉はギリシャ語について澁澤に質問の手紙を書いたが「知りませんよ」と木で鼻をくくったような対応をされ「女みたいな人だ」と批判した[8]。
- 高山宏によると、澁澤はジル・ドゥルーズなどのフランス現代思想は大嫌いで、ミシェル・フーコーだけは神様のように崇めていたという。[4]

## 家族・親族
- 父・澁澤武 - 武州銀行行員。
- 妻・矢川澄子 - 教育学者矢川徳光の娘。詩人。1968年離婚。
- 妻・澁澤龍子 - 旧姓前川。1969年に再婚。「芸術新潮」ほかの元編集者。
- 妹・澁澤幸子 - 作家、トルコ研究家。（ホームページ - ウェイバックマシン（2005年11月18日アーカイブ分））
- 妹・澁澤道子 - 詩人。道子の夫は仏画家の矢野眞。
- 伯父・横山虎雄 - 父・武の実兄。日本製鉄史に大きな功績を残した横山久太郎の養子となる。建築家であり釜石製鐵所第3代所長。
- 叔父・浦野敬 - 歌人。父・武の実妹の夫[9]。

## 著作一覧

### 単行版
- 『サド復活　自由と反抗思想の先駆者』弘文堂〈現代芸術論叢書〉[10]、1959年
- 『黒魔術の手帖』桃源社、1961年
- 『神聖受胎』現代思潮社、1962年
- 『犬狼都市』桃源社[注 8]、1962年（短編集）
- 『毒薬の手帖』桃源社、1963年
- 『世界悪女物語』桃源社、1964年
- 『夢の宇宙誌　コスモグラフィア・ファンタスティカ』美術出版社「美術選書」、1964年
- 『サド侯爵の生涯　牢獄文学者はいかにして誕生したか』桃源社「桃源選書」、1965年
- 『快楽主義の哲学　現代人の生き甲斐を探求する』光文社カッパ・ブックス、1965年
- 『エロスの解剖　伝説から心理学まで』桃源社「桃源選書」、1965年
- 『秘密結社の手帖』早川書房「ハヤカワ・ライブラリ」、1966年
- 『異端の肖像』桃源社、1967年
- 『ホモ・エロティクス』現代思潮社、1967年
- 『サド研究　「牢獄文学」覚え書』桃源社「桃源選書」、1967年
- 『エロティシズム』桃源社、1967年
- 『幻想の画廊から』美術出版社、1968年、青土社、1979年
- 『妖人奇人館』桃源社、1971年
- 『黄金時代』薔薇十字社、1971年
- 『女のエピソード』桃源社、1972年
- 『偏愛的作家論』青土社、1972年、増補版1976年
- 『悪魔のいる文学史　神秘家と狂詩人』中央公論社、1972年
- 『ヨーロッパの乳房』立風書房、1973年
- 『夢のある部屋』桃源社、1974年。野中ユリ挿絵
- 『人形愛序説』第三文明社、1974年
- 『胡桃の中の世界』青土社、1974年
- 『貝殻と頭蓋骨』桃源社、1975年
- 『幻想の肖像』大和書房、1975年
- 『旅のモザイク』人文書院、1976年
- 『幻想の彼方へ』美術出版社、1976年
- 『思考の紋章学』河出書房新社、1977年
- 『東西不思議物語』毎日新聞社、1977年
- 『洞窟の偶像』青土社、1977年
- 『記憶の遠近法』大和書房、1978年
- 『スクリーンの悪魔』潮出版社、1978年
- 『機械仕掛のエロス』青土社、1978年
- 『幻想博物誌』角川書店、1979年
- 『悪魔の中世　西洋美術史の暗黒』桃源社、1979年
- 『玩物草子』朝日新聞社、1979年
- 『城と牢獄』青土社、1980年
- 『太陽王と月の王』大和書房、1980年
- 『城　夢想と現実のモニュメント』白水社、1981年
- 『唐草物語』河出書房新社、1981年（短編集）
- 『魔法のランプ』立風書房、1982年
- 『ドラコニア綺譚集』青土社、1982年
- 『ねむり姫』河出書房新社、1983年（短編集）
- 『三島由紀夫おぼえがき』立風書房、1983年
- 『狐のだんぶくろ　わたしの少年時代』潮出版社、1983年
- 『マルジナリア』福武書店、1983年
- 『華やかな食物誌』大和書房、1984年
- 『うつろ舟』福武書店、1986年（短編集）
- 『私のプリニウス』青土社、1986年
- 『フローラ逍遥』平凡社、1987年
- 『高丘親王航海記』文藝春秋、1987年（長編小説）
- 『エピクロスの肋骨』福武書店、1988年（最初期の短編集）
- 『都心ノ病院ニテ幻覚ヲ見タルコト』立風書房、1990年（エッセイ集の遺著）

### 主な編著・共著
- 『狂王』野中ユリ挿絵、プレス・ビブリオマーヌ、1966年
- 『NUDEのカクテル』サントリー、洋酒マメ天国第29巻、1968年
- 『エルンスト　ファブリ世界名画集58』平凡社、1970年
- 『暗黒のメルヘン』立風書房、1971年（アンソロジー）
- 『変身のロマン』立風書房、1972年（アンソロジー）
- 『幻妖　日本文学における美と情念の流れ』現代思潮社、1972年（アンソロジー）
- 『エロティシズム』青土社、1974年（編著）
- 『地獄絵　ギャラリー19』平凡社、1974年
- 『M・W・スワーンベリ』ジャン・ソセ編、河出書房新社、「骰子の7の目」シュルレアリスムと画家叢書 別巻、1976年。瀧口修造日本語版監修
- 『世界幻想名作集』世界文化社、世界の文学別巻1、1979年（アンソロジー）
- 『妖精たちの森　野中ユリ画集』講談社、1980年（画集解説）
- 『裸婦の中の裸婦』巌谷國士共著、文藝春秋、1990年（没後に巌谷が補記）

### 著作集・全集
- 澁澤龍彥集成（全7巻） 桃源社
- ビブリオテカ澁澤龍彥（全6巻） 白水社
- 新編ビブリオテカ澁澤龍彥（全10巻） 白水社
- 澁澤龍彥全集（全22巻・別巻2） 河出書房新社
- 澁澤龍彥翻訳全集（全15巻・別巻1） 河出書房新社

### オリジナル編著（主に没後）
- 澁澤龍彥書評集成
- 澁澤龍彥映画論集成
- 澁澤龍彥日本芸術論集成
- 澁澤龍彥日本作家論集成 （上・下）
- 澁澤龍彥西欧芸術論集成 （上・下）
- 澁澤龍彥西欧作家論集成 （上・下）
- 澁澤龍彥西欧文芸批評集成
- 私の少年時代 ＋ 私の戦後追想 - 以上は河出文庫
- エロス的人間 中公文庫、改版2017年
- 少女コレクション序説 中公文庫、改版2017年
- 快楽図書館 学研、2006年 - 書評集
- 推理小説月旦 ミステリー全論考 深夜叢書社、2013年
- イコノエロティシズム 澁澤龍彥美術論集 河出書房新社（谷川渥編）
- 天使たちの饗宴 澁澤龍彥同時代芸術論集（谷川渥編）

以下は小説集成
- 澁澤龍彥綺譚集（I・II）、日本文芸社、1991年
- 澁澤龍彥　日本幻想文学集成4、国書刊行会、1991年（富士川義之編）
- 澁澤龍彥 ちくま日本文学（文庫版）、筑摩書房、2008年。元版はちくま日本文学全集
- 澁澤龍彥初期小説集、河出文庫、2005年、「犬狼都市」ほか全9編
- 澁澤龍彥 ドラコニアの夢、角川文庫、2018年、東雅夫編
- 深夜の祝祭　澁澤龍彥怪異小品集、平凡社ライブラリー、2025年、東雅夫編

### 河出文庫コレクション（主に現行版）
- 東西不思議物語
- 世界悪女物語
- 妖人奇人館
- 異端の肖像
- 幻想の肖像
- 幻想の彼方へ
- 黒魔術の手帖
- 毒薬の手帖
- 秘密結社の手帖
- 華やかな食物誌
- 女のエピソード
- エロスの解剖
- 神聖受胎
- ドラコニア綺譚集
- 記憶の遠近法
- 幸福は永遠に女だけのものだ

- 夢の宇宙誌
- 思考の紋章学
- 胡桃の中の世界
- ヨーロッパの乳房
- 黄金時代
- サド侯爵あるいは城と牢獄
- 城　夢想と現実のモニュメント
- 太陽王と月の王
- 旅のモザイク
- 世紀末画廊
- 洞窟の偶像
- 夢のある部屋
- 私のプリニウス
- プリニウスと怪物たち
- バビロンの架空園
- 極楽鳥とカタツムリ

## 主な受賞
- 1981年『唐草物語』 第9回泉鏡花文学賞
- 1988年『高丘親王航海記』 第39回読売文学賞（遺作で没後受賞）

## 雑誌特集
没後特集号およびムック（新版も含む）
- 『追悼 澁澤龍彥 季刊みづゑ』美術出版社、1987年冬号 第945号。篠山紀信 撮影
- 『ユリイカ 詩と批評　追悼澁澤龍彥』1987年9月号、青土社。13名の回想追悼
- 『ユリイカ 詩と批評　総特集・澁澤龍彥』1988年6月臨時増刊号、青土社。歌田明弘編
- 『ユリイカ 詩と批評　特集澁澤龍彥 二十年目の航海』2007年8月号、青土社
- 『〈総特集〉澁澤龍彥　ユートピアふたたび』 河出書房新社〈文藝別冊 夢ムック〉、2002年5月、増補版2013年6月
- 『澁澤龍彥ふたたび』 河出書房新社〈KAWADE夢ムック〉、2017年5月
- 『澁澤龍彥スペシャルⅠ シブサワ・クロニクル』〈別冊 幻想文学〉幻想文学会出版局、1988年
- 『澁澤龍彥スペシャルⅡ ドラゴニア・ガイドマップ』別冊 幻想文学、1989年
  - 『BGM〈ブックガイド・マガジン〉創刊号　特集 澁澤龍彥をめぐるブック・コスモス』幻想文学会出版局、1990年。小特集
  - 『幻想文学50号 特集 澁澤龍彥 1987-1997』アトリエOCTA、1997年

※各 東雅夫・川島徳絵ほか編（1994年から発行元変更）
- 『太陽358号 特集 澁澤龍彥の世界』平凡社 1991年4月号
  - 『澁澤龍彥事典-Encyclopedia Draconia』平凡社〈コロナブックス〉、1996年
- 『太陽378号 特集 澁澤龍彥の「驚異の部屋」』平凡社 1992年12月号
- 『鳩よ! 特集 万有博士・澁澤龍彥』1992年4月号 マガジンハウス
- 『現代詩手帖　追悼・澁澤龍彥』1987年9月号 思潮社
- 『彷書月刊 澁澤龍彥の本・その世界』1991年10月号 弘隆社
- 『アートトップ　特集 澁澤龍彥の宇宙』2007年3月号 芸術新聞社

※以下は生前の特集号
- 『別冊新評 澁澤龍彥の世界 全特集』新評社、1973年10月
- 『ユリイカ 詩と批評　特集澁澤龍彥‐ユートピアの世界』1975年9月号、青土社
- 『國文学　解釈と教材の研究　特集澁澤龍彥－幻想のミソロジー』1987年7月号、學燈社 - 池内紀との筆記対談を収録。

## 友人・知人による回想ほか

### 巖谷國士の編集・著作
- 『世紀末の水先案内人 澁澤龍彥展』美術出版社、1994年4月。展覧会図録。
  - 別版『澁澤龍彥をもとめて』「季刊みづゑ」編集部編、美術出版社、1994年6月。解説「七年後に」
- 『澁澤龍彥 幻想美術館』平凡社、2007年、澁澤龍彥の没後20周年の展覧会。
 同年春から全国3箇所の公立美術館（埼玉、札幌、横須賀）で開催された。
  - 一連の展覧会を監修した巖谷國士が、展覧会図録を兼ねた編著。
澁澤の生涯にわたる美術への造詣を詳細に解説している。
- 『澁澤龍彥 幻想文学館』アートプランニングレイ 2007年。仙台文学館での展覧会図録・監修
- 『生誕80年 澁澤龍彥回顧展 ここちよいサロン』神奈川近代文学館、監修
図録（2008年4月-6月に開催）執筆者は他に金井美恵子・高橋睦郎
- 『澁澤龍彥 ドラコニアの地平』（平凡社、2017年10月）、図録・菅野昭正と共同監修
世田谷文学館：没後30周年の回顧展（2017年10月-12月）
- 『澁澤龍彥の記憶』（菅野昭正と共編、河出書房新社、2018年4月）
池内紀・養老孟司・酒井忠康・中沢けいが参加。講演集
- 『澁澤龍彥考』河出書房新社、1990年 - ※以下は、関連著作と編・解説。
- 『澁澤龍彥の時空』河出書房新社、1998年
- 『澁澤龍彥 空想美術館』平凡社、1993年 - 図版大著
- 『澁澤龍彥 空想博物館』平凡社、1995年 - 図版大著
- 『澁澤龍彥 滞欧日記』河出書房新社、1993年／河出文庫、1999年 - 編・解説
- 『書物の宇宙誌　澁澤龍彥蔵書目録』国書刊行会、2006年

松山俊太郎・東雅夫・磯崎純一との共同編集の大著（他に創作ノート、夫人へのインタビュー、対談、総索引）
- 『旅の仲間 澁澤龍彥｜堀内誠一往復書簡』晶文社、2008年
- 『澁澤龍彥論コレクション』（勉誠出版、2017-18年）。著書と（座談会・共著も含んだ）編著の集成

1. 澁澤龍彥考／略伝と回想
2. 澁澤龍彥の時空／エロティシズムと旅
3. 澁澤龍彥幻想美術館／澁澤龍彥と「旅」の仲間
4. 澁澤龍彥を語る／澁澤龍彥と書物の世界
5. 回想の澁澤龍彥〈抄〉／澁澤龍彥を読む

### 関係者による回想ほか
- 『澁澤龍彥 夢の博物館』 雲野良平編、美術出版社、1988年7月

「季刊みづゑ」の追悼特集に、美術評論を追加した単行大判、池田満寿夫・野田弘志の銅版画入り限定本も刊
- 『澁澤龍彥 回想と批評』 幻想文学出版局、1990年 - 友人・知人の作家・作品論
- 『新文芸読本 澁澤龍彥』 同編集部編、河出書房新社、1993年4月 - 以下は「全集」関連出版
- 『澁澤龍彥を語る　1992～1995の対話』 河出書房新社、1996年2月
- 『回想の澁澤龍彥』 河出書房新社、1996年5月 - 編集委員 共編
編集委員：巖谷國士・種村季弘・出口裕弘・松山俊太郎
- 『澁澤龍彥をめぐるエッセイ集成』（全2巻）、河出書房新社、1998年
- 出口裕弘『綺譚庭園 澁澤龍彥のいる風景』（河出書房新社、1995年） - 他の作家論も含む
- 出口裕弘『澁澤龍彥の手紙』（朝日新聞社、1997年）
- 種村季弘『澁澤さん家で午後五時にお茶を』（河出書房新社、1994年 / 学研M文庫（増補版）、2003年）
- 『澁澤龍彥　新潮日本文学アルバム54』（新潮社、1993年）- 解説 種村季弘、巻末エッセイ 平出隆
- 松山俊太郎『綺想礼讃』（国書刊行会、2010年） - 澁澤論を収録
- 『澁澤龍彥文学館』 筑摩書房（全12巻）、1990-1993年 - 文学全集（知人等が解説担当）
- 矢川澄子『おにいちゃん 回想の澁澤龍彥』（筑摩書房、1995年）
- 澁澤幸子『澁澤龍彥の少年世界』（集英社、1997年）
- 礒崎純一『龍彥親王航海記　澁澤龍彥伝』（白水社、2019年）- 晩年の担当編集者（国書刊行会）、読売文学賞（第71回評論・伝記部門）

### 澁澤龍子夫人の関連出版
- 『澁澤龍彥との日々』白水社、2005年／白水Uブックス、2009年
- 『澁澤龍彥との旅』白水社、2012年
- 『澁澤龍彥の古寺巡礼』平凡社<コロナ・ブックス>、2006年
- 『澁澤龍彥のイタリア紀行』小川煕と共編著、新潮社<とんぼの本>、2007年
- 『澁澤龍彥 ドラコニア・ワールド』写真沢渡朔、ヴィジュアル版集英社新書、2010年 - 著作からの選文集

## 澁澤をモデルにした作品

### 小説
- 三島由紀夫『暁の寺』の、「性の千年王国」を夢見るドイツ文学者今西康は、澁澤をモデルにしたが、物語のラストで、同衾していた戦争遺族の中年女性（椿原夫人）ともに、戦後の「バッド・ソウル」を象徴する人物として、（神話的発動により）、「焼灼」（しょうしゃく）され亡くなる。
- 高橋たか子『誘惑者』の、悪魔学の権威・松澤龍介も澁澤をモデルにしている。
- 高原英理「ガール・ミーツ・シブサワ」（『エイリア綺譚集』国書刊行会、2018）は、交通事故で死んでしまった語り手が、生前の澁澤に会いに行く話である。彼女は幽霊であるため過去には干渉できないが、作者は澁澤の自伝的記述における二つの記憶の空白を巧みに利用してみせた。

### 漫画
- 諸星大二郎の短篇「夢みる機械」（1974年）に登場する貧乏哲学者渋川立彦は澁澤をモデルにしている。

### 澁澤を追想した絵画
- 横尾忠則によるオマージュ肖像画『S』（1987年）
- 野田弘志の淡彩作品、『想・澁澤龍彥』（1988年）
- 『澁澤龍彥画廊』 米倉守監修、日動出版（1995年）

### 映画
- 文豪ストレイドッグス DEAD APPLE（2018年）。澁澤龍彦として登場

### 思想評論・研究書
- 浅羽通明 『澁澤龍彥の時代　幼年皇帝と昭和の精神史』青弓社（1993年）。東雅夫とは同級生
- 倉林靖 『澁澤・三島・六〇年代』リブロポート（1996年）
- 石川鴻斎『夜窓鬼談』小倉斉・高柴慎治訳註、春風社（2003年）- 巻末の高柴慎治「『夜窓鬼談』の世界」は、澁澤の小説に深く踏み込んで分析している。
- 安西晋二『反復／変形の諸相　澁澤龍彥と近現代小説』翰林書房（2016年）
- 『三島由紀夫と澁澤龍彥　三島由紀夫研究18』鼎書房（2018年）- 論考は一部
- 林淑丹『小泉八雲・澁澤龍彥と『夜窓鬼談』　交響する幻想空間』翰林書房（2019年）
- 谷崎龍彦『澁澤龍彥の思考　エクリチュール化した「私」』彩流社（2022年）

## 関連人物
| - 稲垣足穂 - 石川淳 - 岩田宏 - 本名:小笠原豊樹 - 瀧口修造 - 埴谷雄高 - 中村真一郎 - 中井英夫 - 吉岡実 - 種村季弘 - 高橋睦郎 - 高橋たか子 - 多田智満子 - 谷川雁 - 加藤郁乎 - 土方巽 | - 細江英公 - 金子國義 - 作品の挿絵を担当 - 四谷シモン - 平出隆 - 横尾忠則 - 篠山紀信 - 池田満寿夫 - 野田弘志 - 以上は知人友人 - 生田耕作 - 晩年は批判し続けた - 須永朝彦 - 高山宏 - 谷川渥 - 富士川義之 - 矢川澄子 - 前夫人 |